# Aytek Aşıkoğlu
Aytek Aşıkoğlu (* 20. August 1982 in Istanbul) ist ein türkischer ehemaliger Fußballspieler.

## Karriere

### Vereinskarriere
Aytek Aşıkoğlu erlernte das Fußballspielen in der Jugend von Gaziosmanpaşaspor und nahm ab 2000 neben seiner Tätigkeit bei den Jugendmannschaften auch an dem Training der Profis teil. Nach einer Weile wurde er auch in manchen Spielen als Ergänzungsspieler auf die Ersatzbank gesetzt. So machte er bereits als Amateurspieler sein Debüt. In der Saison 2001/02 eroberte er einen Stammplatz und erhielt am Ende der Saison einen Profivertrag. Nachdem er zwei weitere Spielzeiten für diesen Verein aktiv gewesen war, wechselte er zum Zweitligisten Adanaspor. Hier erhielt er auf Anhieb einen Stammplatz und kam auf insgesamt 25 Ligapartien. Nachdem aber der Verein den Klassenerhalt zum Saisonende verpasst hatte, wechselte Aşıkoğlu zum Erstligisten Gaziantepspor. Hier spielte er eineinhalb Jahre eher als Ergänzungsspieler.
Die Rückrunde der Spielzeit verbrachte er bei Elazığspor und wechselte dann zur neuen Saison zu Boluspor. Hier spielte er zwei Spielzeiten durchgängig, wobei er in seiner ersten Saison mit seiner Mannschaft den Aufstieg in die Süper Lig erst in der Relegationsphase verpasste.
Im Sommer wechselte er zu Kayseri Erciyesspor und war dann zwei Spielzeiten lang durchgängig für diesen Verein aktiv.
Zur Spielzeit 2011/12 wechselte er dann zum Zweitligisten Çaykur Rizespor. Ausschlaggebend für diesen Wechsel war die Tatsache, dass Aşıkoğlu mit dem Trainer Hüseyin Kalpar bereits bei Gaziantepspor zusammengearbeitet hatte. Nachdem sein Einjahresvertrag ausgelaufen war, verließ er diesen Verein.
Zur Saison 2012/13 folgte Aşıkoğlu Hüseyin Kalpar zum Ligakonkurrenten Göztepe Izmir. Nach zwei Spielzeiten unterschrieb er bei Aydinspor, wo er ebenso eine Saison blieb wie anschließend bei Kirklarelispor. Zwei Saisons für Beyoğlu Yeni Çarşı FK, in denen er bei 63 Einsätzen 15 Torerfolge feiern konnte, schlossen sich an, bevor er ein halbes Jahr zu Karriereende für Silivrispor auflief.